# Mara (regio)
Mara is een regio in het noorden van Tanzania. De regio is een kleine 20.000 vierkante kilometer groot en had in 2012 ruim 1,7 miljoen
inwoners. 
De regionale hoofdstad is Musoma. Mara is een toeristische regio. Het Nationaal Park Serengeti ligt grotendeels in deze regio.

## Grenzen
De regio Mara grenst in het noorden van het land aan twee buurlanden:
- De regio Central van Oeganda in het noordwesten aan de overzijde van het Victoriameer.
- Twee provincies van Kenia in het noordoosten (van west naar oost):
  - Nyanza.
  - Kaskazini-Mashariki.

Vier andere regio's van Tanzania:
- Arusha in het oosten.
- Simiyu in het zuiden.
- Mwanza in het zuidwesten.
- Kagera in het westen.

## Districten
De regio is onderverdeeld in zeven districten:
- Bunda
- Butiama
- Landelijk Musoma
- Musoma Stad
- Serengeti
- Rorya
- Tarime

## Geboren
- Julius Nyerere (Butiama, 1922-1999), president van Tanganyika/Tanzania (1962-1985)